# RCS MediaGroup
O RCS MediaGroup S.p.A. é um grupo internacional de media italiano, sediado em Milão.
O RCS MediaGroup foi fundado em 1927 pelo empresário Angelo Rizzoli com o nome A. Rizzoli & Co., dedicando-se inicialmente à imprensa escrita e ao negócio editorial. Reestruturado e comprado várias vezes, sobretudo na década de 1980, quando dois dos seus executivos se envolveram no colapso do Banco Ambrosiano e na Loja Maçónica ilegal P2, na sequência do que declarou falência e acabou muito reduzido.
O RCS MediaGroup opera actualmente em cinco áreas: jornais, revistas e livros, emissões de rádio, internet e televisão digital e por satélite. Em Itália, o grupo é proprietária de grandes jornais e revistas como o Corriere della Sera, a Novella 2000 e Il Mondo. Actualmente 40% do volume de negócios do grupo é originado no estrangeiro, sendo de referenciar a propriedade do El Mundo, em Espanha, do Rizzoli Publications e Universe Publising, em Estados Unidos, do A Esfera dos Livros, em Portugal e do Grupo Sfera, em México e Espanha, para além de outros títulos e editoras em Portugal, Chile, Inglaterra e China.